# 아와시다유방쥐
아와시다유방쥐(Mastomys awashensis)는 쥐과에 속하는 설치류의 일종이다. 에티오피아에서만 발견된다. 자연 서식지는 건조 사바나 지역과 경작지이다. 서식지 감소로 위협을 받고 있다.